# Acanthurus bahianus

Ejemplar de Antillas Neerlandesas

A. bahianus juvenil en Flower Garden Banks, Santuario Nacional Marino

Junto al coral Diploria strigosa

Grupo de Acanthurus bahianus en Bonaire

El pez cirujano Acanthurus bahianus es una especie de pez marino de la familia de los Acantúridos. Sus nombres comunes en español son cirujano pardo, barbero, navajón pardo y sangrador lucio.
Existen estudios que señalan que esta especie está dividida en dos, A. bahianus correspodería a la especie localizada en el Atlántico sur, en Brasil, e islas Santa Helena y Ascensión, y A. tractus a la localizada en el Atlántico noreste, desde Massachusetts al Caribe. En el presente artículo se adopta la clasificación del Registro Mundial de Especies Marinas, que, hasta el momento, mantiene a A. tractus como sinonimia de A. bahianus. 

## Biología
Posee la morfología típica de su familia, cuerpo comprimido lateralmente y ovalado. La boca es pequeña, protráctil y situada en la parte inferior de la cabeza. El hocico es grande. Tiene 9 espinas y 23 a 26 radios blandos dorsales; 3 espinas y entre 21 y 23 radios blandos anales; 15 a 17 radios pectorales, normalmente 16; 20 a 22 branquiespinas anteriores y 17 a 19 branquiespinas posteriores. Un ejemplar juvenil de 55 mm tiene 12 dientes superiores y 12 inferiores, cuando alcanza los 170 mm posee 14 superiores y 16 inferiores.
Como todos los peces cirujano, de ahí les viene el nombre común, tiene 2 espinas extraíbles en el pedúnculo caudal, que las usan para defenderse de otros peces. Están ribeteadas en color violeta.
Su coloración base es marrón violáceo, en ocasiones verde grisáceo. Las aletas dorsal y anal tienen el margen exterior amarillo en los ejemplares del Atlántico norte, y los del Atlántico sur en azul. Las aletas pectorales son amarillas. Los juveniles son de color marrón, y tienen la zona ventral en una tonalidad amarillo cobrizo, y la aleta caudal en verde oliva.

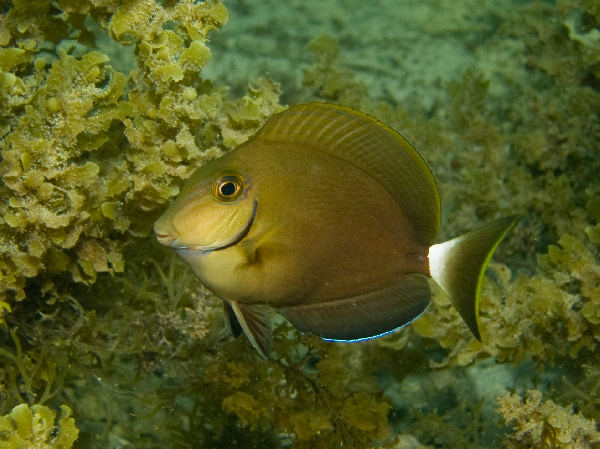
A. bahianus juvenil
A. bahianus adulto
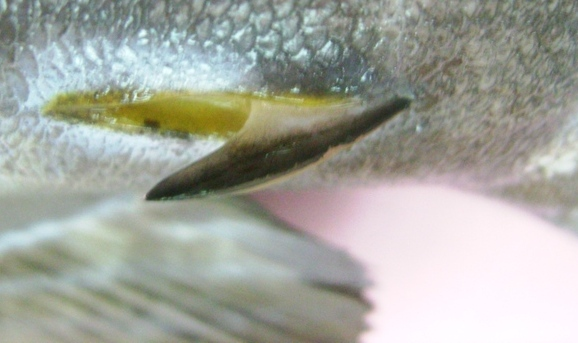
Espina del pedúnculo caudal
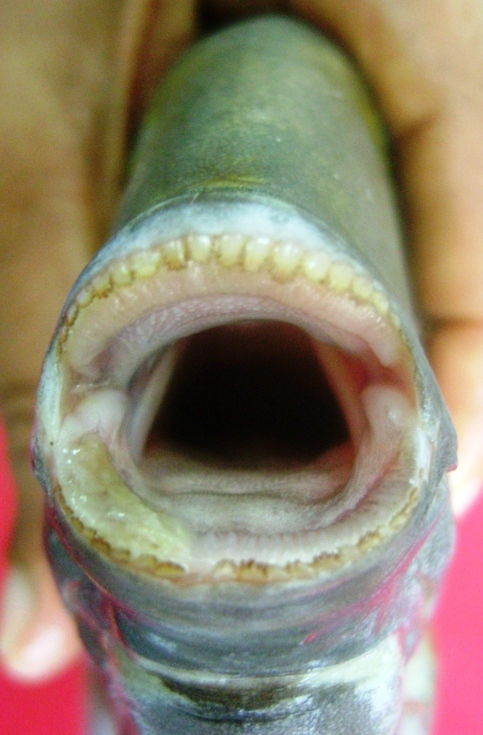
Detalle de dientes de la especie emparentada Acanthurus xanthopterus

Alcanza los 38,1 cm de largo, aunque su tamaño adulto más normal es de 25 cm de longitud.
Se reporta una longevidad máxima de 32 años.

## Hábitat y distribución
Asociado a arrecifes coralinos, habita zonas rocosas interiores y con sustratos arenosos. Ocasionalmente en praderas marinas. Los adultos pueden ser territoriales, restringiendo su actividad a una pequeña área y defendiéndola con agresividad de otros congéneres o especies diferentes; o no territoriales, formando "escuelas" mixtas con otras especies, como A. coeruleus, y deambulando por áreas mayores. Los juveniles nunca participan en escuelas de gran densidad, y prefieren áreas interiores del arrecife.
Su rango de profundidad está entre 2 y 40 m, aunque con mayor frecuencia entre 2 y 25 m. El rango de temperatura conocido en el que se localiza está entre 23.53 y 28.50 °C.
Se distribuye en el océano Atlántico occidental. Es especie nativa de Anguilla; Antigua y Barbuda; Antillas Neerlandesas; Aruba; isla Ascensión; Bahamas; Barbados; Belice; Bermuda; Brasil; Islas Cayman; Colombia; Costa Rica; Cuba; Curaçao; Dominica; República Dominicana; Estados Unidos de América; Granada; Guadalupe; Guatemala; Guayana; Guayana Francesa; Haití; Honduras; Jamaica; Martinica; México; Montserrat; Nicaragua; Panamá; Puerto Rico; Santa Helena; San Cristóbal y Nieves; Santa Lucía; San Martín; San Vicente y las Granadinas; Suriname; Trinidad y Tobago; Islas Turks y Caicos; Venezuela e Islas Vírgenes.
Es una de las especies de peces de arrecife herbívoros-detritívoros más comunes en toda su área de distribución.

## Alimentación
Se alimenta de algas. Pastorea una amplia variedad de algas bénticas, ocasionalmente en praderas marinas. También se alimenta de la película de algas que recubre los fondos arenosos de áreas protegidas de corrientes. Está clasificado como herbívoro-detritívoro. En su tracto digestivo se encuentra entre un 5 y un 80% de materia inorgánica, como arena que ingiere junto a las algas y que facilita la digestión de estas.
Conforma cardúmenes de alimentación junto a la especie emparentada Acanthurus coeruleus para asaltar parches de algas custodiados por peces damisela.

## Reproducción
No presentan dimorfismo sexual aparente. Alcanzan la madurez sexual al año y con 11 cm. Son ovíparos y de fertilización externa. No cuidan a sus crías. Desovan, tanto en pareja, como en agregaciones de 20.000 individuos, por ejemplo en el sur de Puerto Rico.
Los huevos son pelágicos, de 1 mm de diámetro, y contienen una gotita de aceite para facilitar la flotación. En 24 horas, los huevos eclosionan larvas pelágicas translúcidas, llamadas Acronurus. Son plateadas, comprimidas lateralmente, con la cabeza en forma de triángulo, grandes ojos y prominentes aletas pectorales. Cuando evolucionan a juveniles mutan su color plateado a marrón y las formas de su perfil se redondean. La etapa larval completa dura entre 42 y 68 días, después se establecen en los arrecifes, habiendo alcanzado los 26.9 mm de largo.